# Гомер против Лизы и восьмой заповеди
«Homer vs. Lisa and the 8th Commandment» (с англ. — «Гомер против Лизы и восьмой заповеди») — тринадцатая серия второго сезона мультсериала «Симпсоны». Впервые вышла 7 февраля 1991 года на телеканале «Fox».

## Сюжет
Серия начинается историей из древних времён: Гомер-воришка беседует со своими друзьями, изготовителем кумиров и прелюбодеем. В это время появляется Моисей со своими скрижалями и читает десять заповедей народу, тем самым лишая Гомера и его приятелей работы.
А в современное время в Спрингфилде набожный Нед Фландерс с позором выгоняет из дома мастера, предложившего ему нелегально за меньшие деньги подключиться к кабельному телевидению. Зато этим предложением решает воспользоваться Гомер и подключает себе 68 новых каналов. Мардж настораживается, но возможность смотреть любимые телепередачи для домохозяек радует её, и она перестаёт беспокоиться.
В воскресной школе Лиза Симпсон слушает лекцию об аде и думает о влиянии просмотра нелегального кабельного телевидения на души членов её семьи. Она призывает всех их помнить о восьмой заповеди: «Не укради». Но Гомер не согласен, тем более что по кабельному телевидению собираются показать боксёрский поединок за титул чемпиона, и он уже пригласил на просмотр всех друзей и коллег. Он пытается заставить Лизу понять его, но девочка сомневается и идёт за консультацией к священнику, преподобному Лавджою, который советует ей подать отцу пример и не смотреть телевизор.
Гомер тем временем застаёт сына за просмотром телепередачи для взрослых и берёт с него слово никогда больше не смотреть её, но мальчик не сдерживает обещания и даже приводит одноклассников домой, чтобы смотреть эротику вместе. А человек, подключивший кабель для Гомера, забирается к нему домой и предлагает ворованную автомагнитолу. Обстановка в семье заставляет Гомера осознать, что он поступил неправильно, и после боксёрского поединка он собственноручно отрезает кабель (оставив перед этим по ошибке без электричества весь район).

## Культурные ссылки
Первая сцена с Моисеем на горе Синай пародирует фильм 1956 года «Десять заповедей». Сцена, в которой Гомер притворяется, что его сбил грузовик кабельного мастера, напоминает сцену из фильма Альфреда Хичкока «К северу через северо-запад». Дредерик Татум основан на Майке Тайсоне. В шутке о возрасте мистера Бернса, Бернс вспоминает, как смотрел схватку на голых кулаках между джентльменом Джимом Корбеттом и «эскимосом». Семья смотрит фильмы по новому кабелю: «Челюсти» , « Крепкий орешек» и «Уолл-стрит» . Один из фильмов с рейтингом X, которые Барт и его друзья смотрят по кабелю, называется «Broadcast Nudes» . Название представляет собой пародию на фильм Broadcast News, снятый исполнительным продюсером "Симпсонов" Джеймсом Бруксом. Ближе к концу эпизода Atlanta Braves в связи с их частым появлением на TBS в 1980-х годах.

## Награды
Эпизод был удостоен премии «Эмми» за лучшую анимационную программу в 1991 году.